# Антонио Карлос Заго
Антонио Карлос Заго (18. мај 1969) бивши је бразилски фудбалер.

## Каријера
Током каријере играо је за Сао Пауло, Палмеирас, Рома, Бешикташ, Жувентуде и многе друге клубове.

## Репрезентација
За репрезентацију Бразила дебитовао је 1991. године. За национални тим одиграо је 37 утакмица и постигао 3 гола.

## Статистика
| Бразил | Бразил | Бразил |
| Год.   | Ута.   | Гол.   |
| ------ | ------ | ------ |
| 1991   | 2      | 0      |
| 1992   | 3      | 1      |
| 1993   | 6      | 0      |
| 1994   | 0      | 0      |
| 1995   | 0      | 0      |
| 1996   | 0      | 0      |
| 1997   | 0      | 0      |
| 1998   | 3      | 0      |
| 1999   | 12     | 0      |
| 2000   | 10     | 2      |
| 2001   | 1      | 0      |
| Укупно | 37     | 3      |